# Kristie Boogert

Kristie Boogert (Oud-Beijerland, Países Bajos, 16 de diciembre de 1973) es una extenista neerlandesa, su mayor éxito profesional fue ganar la medalla de plata en los Juegos Olímpicos de Sídney 2000.